# Норт Брентвуд (Мериленд)
Норт Брентвуд (енгл. North Brentwood) град је у америчкој савезној држави Мериленд.

## Демографија
По попису из 2010. године број становника је 517, што је 48 (10,2%) становника више него 2000. године.
| Група             | 2000.       | 2010.       |
| Белци             | 28 (6,0%)   | 10 (1,9%)   |
| Афроамериканци    | 385 (82,1%) | 329 (63,6%) |
| Азијати           | 6 (1,3%)    | 9 (1,7%)    |
| Хиспаноамериканци | 37 (7,9%)   | 176 (34,0%) |
| Укупно            | 469         | 517         |